# Олеат никеля(II)
Олеат никеля(II) — химическое соединение,
соль никеля и олеиновой кислоты
с формулой Ni(C18H33O2)2,
зелёная маслянистая жидкость,
не растворяется в воде.

## Получение
- Реакция ацетата никеля(II) и олеиновой кислоты[1]:

{\displaystyle {\mathsf {Ni(CH_{3}COO)_{2}+2C_{17}H_{33}COOH\ {\xrightarrow {}}\ Ni(C_{17}H_{33}COO)_{2}+2CH_{3}COOH}}}

## Физические свойства
Олеат никеля(II) образует зелёную маслянистую жидкость.
Не растворяется в воде, растворяется в гексане.

## Химические свойства
- В реакции с тетрагидридоборатом натрия образует наночастицы никеля[1][2]:

{\displaystyle {\mathsf {Ni(C_{17}H_{33}COO)_{2}+4NaBH_{4}+7H_{2}O\ {\xrightarrow {}}\ Ni+Na_{2}B_{2}O_{7}+2C_{17}H_{33}COONa+13H_{2}}}}